# گرگ برگ
گرگ برگ (انگلیسی: Greg Berg؛ زادهٔ ۲۶ نوامبر ۱۹۶۰) صداپیشه و بازیگر اهل ایالات متحده آمریکا است.
از فیلم‌ها یا برنامه‌های تلویزیونی که وی در آن نقش داشته است، می‌توان به رت پک و هاکلبری هاوند اشاره کرد.